# Demidoff-Galago
Der Demidoff-Galago oder Demidoff-Zwerggalago (Galagoides demidoff, Synonym: Galago demidoff) ist eine Primatenart aus der Familie der Galagos (Galagonidae). Das Artepitheton ehrt den russischen Magnaten und Förderer der Wissenschaften Paul de Demidoff.

## Merkmale
Demidoff-Zwerggalagos zählen zu den kleinsten Primaten, die auf dem afrikanischen Festland leben. Sie erreichen eine Kopfrumpflänge von 7 bis 16 Zentimetern, dazu kommt noch ein 11 bis 22 Zentimeter langer Schwanz. Das Gewicht beträgt 45 bis 100 Gramm. Ihr Fell ist an der Oberseite rötlich-braun gefärbt, die Unterseite ist heller. Die Hinterbeine sind verlängert, ebenso die Fußwurzel der Hinterfüße. Der Schwanz ist länger als der Rumpf, aber nicht buschig. Der Kopf ist schmal, die Schnauze ist zugespitzt. Zwischen den großen Augen verläuft ein weißer Streifen, die großen Ohren sind unbehaart und sehr beweglich.

## Verbreitung und Lebensraum

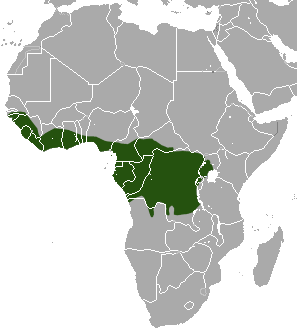
Verbreitungsgebiet

Demidoff-Galagos sind in weiten Teilen des westlichen und mittleren Afrikas beheimatet, ihr Verbreitungsgebiet erstreckt sich vom Senegal bis in die Demokratische Republik Kongo und Uganda. Ihr Lebensraum sind Wälder, wobei sie häufig im Unterwuchs von Sekundärwäldern zu finden sind.

## Lebensweise
Diese Primaten sind wie alle Galagos nachtaktiv und halten sich meist auf den Bäumen auf. Tagsüber schlafen sie in einem Blätternest, in der Nacht begeben sie sich auf Nahrungssuche. Sie bewegen sich vorrangig auf allen vieren auf Ästen gehend oder rennend und machen nur kurze Sprünge.
Sie leben vorwiegend einzelgängerisch und beziehen im Gegensatz zu anderen Galagos auch ihre Schlafplätze meist allein. Die Reviere der Männchen umfassen 0,5 bis 2,7 Hektar, sie sind sehr aggressiv und verteidigen ihr Territorium vehement gegen Geschlechtsgenossen. Die Reviere der Weibchen sind mit 0,6 bis 1,4 Hektar kleiner, das Revier eines Männchens kann das mehrerer Weibchen überlappen.

## Nahrung
Die Nahrung der Demidoff-Galagos besteht vorwiegend aus Insekten wie Käfern, Nachtfaltern oder Raupen. In geringerem Ausmaß nehmen sie Früchte und Baumsäfte zu sich.

## Fortpflanzung
Üblicherweise einmal im Jahr bringt das Weibchen nach einer rund 110- bis 115-tägigen Tragzeit ein Jungtier zur Welt, Zwillinge sind selten. Wenn die Mutter auf Nahrungssuche geht, trägt sie die Neugeborenen aus dem Nest und versteckt sie in dichter Vegetation, um sie später wieder ins Nest zurückzutragen. Nach einem Monat können die Jungtiere der Mutter folgen, werden aber zeitweise immer noch getragen. Nach rund zwei Monaten werden sie entwöhnt, mit sechs Monaten sind sie ausgewachsen und mit acht bis zehn Monaten geschlechtsreif.
Die Lebenserwartung beträgt rund sechs Jahre, in menschlicher Obhut können sie bis zu 13 Jahre alt werden.

## Bedrohung
Auch wenn sie mancherorts unter der Zerstörung ihres Lebensraumes leiden, sind Demidoff-Galagos eine weit verbreitete und nicht bedrohte Art. Die IUCN listet sie als „nicht gefährdet“ (least concern).
In Europa wird die Art nicht mehr gehalten, ehemalige Halter sind Berlin, Darmstadt, Dresden, Frankfurt, Duisburg, Halle, Köln, Wuppertal, Antwerpen, London, Manchester, Paignton und Trinity.

## Belege
1. ↑  Beolens, Watkins & Grayson: The Eponym Dictionary of Mammals. Johns Hopkins University Press, Baltimore 2009, ISBN 978-0-8018-9304-9, S. 106 (Demidoff).
2. ↑    ZTL 18.6